# Ciclina
Les ciclines són una família de proteïnes involucrades en la regulació del cicle cel·lular. Les ciclines formen complexes amb enzims cinases dependents de ciclines (Cdks) activant en aquestes últimes la seva funció cinasa. La concentració de les ciclines varia durant el cicle cel·lular; quan la seva concentració és baixa la funció de la seva corresponent cinasa dependent de ciclina és inhibida. En els herpesvírid s'han trobat proteïnes homòlogues a les ciclines.

## Principals tipus de ciclines
Existeixen diferents tipus de ciclines que són actives en diferents fases del cicle cel·lular, com s'indica a continuació.

### Ciclines A i B
La ciclina A i la ciclina B són proteïnes de punts de control del cicle cel·lular. S'uneixen a la seva corresponent cinasa dependent de ciclina Cdk2 per la ciclina A i Cdk1 per la ciclina B, participant en la progressió de la fase S o de síntesis del cicle cel·lular.

### Ciclina D
La ciclina D és una proteïna que participa en el cicle cel·lular. Durant la fase del cicle cel·lular G1 primerenc la ciclina D s'uneix a les cinases dependents de ciclines 4 o 6 (Cdk4 o Cdk6) i el complex resultant "allibera" el fre que impedia la progressió cap a la G1 tardana i, per tant, el pas a la fase S. El complex ciclina D-Cdk4/6 desarma un potent inhibidor de la progressió del cicle cel·lular: el format per la proteïna pRB i els factors de transcripció inactius.
Donada la participació de la ciclina D en el procés de divisió cel·lular, s'ha suggerit que aquesta proteïna podria participar en el desenvolupament de diferents tipus de càncer.
El complex ciclina D/Cdk4 es compon de ciclina D i de Cdk4, regulats pel factor de transcripció GATA1.

### Ciclina E
La ciclina E s'uneix a la cinasa dependent de ciclina Cdk2 en la fase G1 del cicle cel·lular, ja que és necessària per la transició G1/S. El complex ciclina E/Cdk2 fosforil·la a p27Kip1, un inhibidor de la ciclina D, marcant-lo perquè sigui degradat, i promocionant així l'expressió de la ciclina A, el que permet l'entrada i progrés de la fase S.

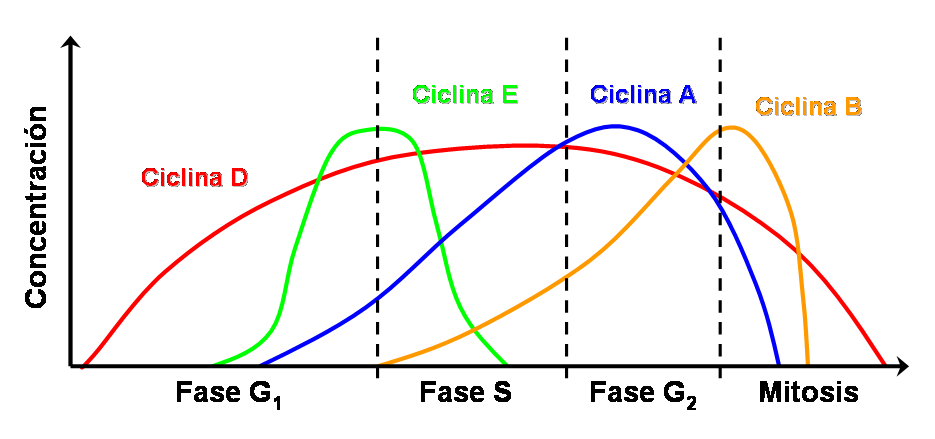
Expressió de les diferents ciclines durant el cicle cel·lular.

## Subtipus específics de ciclines
| Família | Membres                      |
| ------- | ---------------------------- |
| A       | CCNA1, CCNA2                 |
| B       | CCNB1, CCNB2, CCNB3          |
| C       | CCNC                         |
| D       | CCND1, CCND2, CCND3          |
| E       | CCNE1, CCNE2                 |
| F       | CCNF                         |
| G       | CCNG1, CCNG2                 |
| H       | CCNH                         |
| I       | CCNI, CCNI2                  |
| J       | CCNJ, CCNJL                  |
| K       | CCNK                         |
| L       | CCNL1, CCNL2                 |
| O       | CCNO                         |
| T       | CCNT1, CCNT2                 |
| Y       | CCNY, CCNYL1, CCNYL2, CCNYL3 |

## Història
Leland H. Hartwell, R. Timothy Hunt i Paul M. Nurse van guanyar en l'any 2001 el Premi Nobel en Fisiología o Medicina pel seu descobriment de les ciclines i les cinases dependents de ciclines.